# Moulbi Badźar
Moulbi Badźar (beng.: মৌলভীবাজার; ang. Maulvi Bazar) – miasto w Bangladeszu nad rzeką Manu, znajduje się około 270 km na północny wschód od Dhaka w Prowincji Srihotto. Jest stolicą dystryktu o tej samej nazwie.